# Pięć pożądań
Pięć pożądań (jap. 五欲) – w buddyzmie:
1. Pożądanie sławy[1][2] [reputacji[3]]
2. Pożądanie bogactwa[1]
3. Pożądanie seksu[1]
4. Pożądanie jedzenia[1]
5. Pożądanie snu[1]

Pięć pożądań bywa także wiązane z pięcioma narządami zmysłów (uszy, oczy, nos, język, ciało) i ich obiektami (dźwięk, kolor i kształt, zapach, smak, tekstura).